# Amagerbo
Andelsboligforeningen Amagerbo beliggende Peder Lykkes Vej, Glommensgade, Østerdalsgade og Dalføret på Amager. Bygningen er opført i 1928 og er en af de første bygninger, med indlagt telefon stik og centralvarme. Arkitekten Kay Fisker tegnede denne bygning og vandt en pris for sit særlige design – Bygningen ser ude fra til at være kvadratisk med 2 anekser mod Dalføret, men rent faktisk har Kay Fisker ændret på kvadraten således, at den er en anelse skæv. Herved har han kunne inføje en ekstra opgang med 10 lejligheder. Alle lejligheder beliggende i Peder Lykkes Vej, Dalføret og Østerdalsgade er lidt skæve. Det bærer sit præg i hele den indvendige del af bygningen – hvor stort set ingen rum er helt kvadratiske.